# Турс, Бертольд
Бертольд Турс (англ. Berthold Tours; 17 декабря 1838, Роттердам — 11 марта 1897, Лондон) — нидерландско-британский скрипач и композитор.
Сын органиста, скрипача и дирижёра Бартоломеуса Турса. Учился игре на скрипке у своего отца, а композиции — у Йоханнеса Верхулста. Затем продолжил изучать композицию в Брюссельской консерватории под руководством Франсуа Жозефа Фети. Завершил музыкальное образование в 1857—1858 гг. в Лейпцигской консерватории.
В Лейпциге познакомился с Юрием Голицыным, по приглашению которого в 1859 году отправился в Россию. Выступал как вторая скрипка в придворном струнном квартете, затем как ассистент дирижёра в хоре придворной оперы.
С 1861 г. жил и работал в Великобритании. Сперва устроился корректором партитур в оперный театр Ковент-Гарден; затем благодаря протекции Проспера Сэнтона был принят в оркестр Итальянской оперы. Одновременно в 1864—1865 гг. органист Церкви Святой Елены в лондонском Сити, затем в церкви Святого Петра в районе Степни и наконец в 1867—1879 гг. в Швейцарской церкви в Лондоне. С 1872 г. работал редактором в музыкальном издательстве Novello & Co, с 1877 г. главный редактор. Помимо собственно издательской работы, опубликовал многочисленные фортепианные аранжировки оперной и вокально-симфонической музыки. Автор многочисленных религиозных гимнов, кантат, органных пьес, камерной музыки. Кроме того, напечатал популярное пособие по игре на скрипке для начинающих (англ. The Violin; 1877), переиздававшееся вплоть до 1930-х гг.
У Турса было шестеро детей. Среди них — Бертольд Джордж Турс (1871—1944), британский дипломат, работавший в Китае (в частности, консул в Амое в 1909—1910 и 1919—1922 гг.), и Фрэнк Эдуард Турс (1877—1963), композитор, аранжировщик и дирижёр, наиболее активный в области театральной и киномузыки 1920—1930-х гг. в США.